# West Somerton
West Somerton är en ort i Somerton, Great Yarmouth, Storbritannien. Den ligger i grevskapet Norfolk och riksdelen England, i den sydöstra delen av landet, 180 km nordost om huvudstaden London. West Somerton ligger 4 meter över havet och antalet invånare är 257. West Somerton var en civil parish fram till 1935 när blev den en del av Somerton. Civil parish hade 212 invånare år 1931.
Terrängen runt West Somerton är mycket platt. Havet är nära West Somerton åt nordost. Runt West Somerton är det tätbefolkat, med 493 invånare per kvadratkilometer. Närmaste större samhälle är Great Yarmouth, 13,2 km söder om West Somerton. Trakten runt West Somerton består till största delen av jordbruksmark.